# IC 2796/1
IC 2796/1 је спирална галаксија у сазвијежђу Лав која се налази на листи објеката дубоког неба у Индекс каталогу.
Деклинација објекта је + 9° 20' 45" а ректасцензија 11h 24m 8,3s. Привидна величина (магнитуда) објекта IC 2796 износи 15,2 а фотографска магнитуда 16,0.